# Soalheira
Soalheira es una freguesia portuguesa del concelho de Fundão, con 13,94 km² de superficie y 856  habitantes (2011). Su densidad de población es de 81,1 hab/km².